# Фределон Тулузький
Фределон I (*Fredelon бл. 815 —852) — граф Тулузи у 844—852 роках. Заснував спадкову династію графів Тулузьких.

## Життєпис
Походив з династії Руерг (Раймундіни). Син Фулькоальд (Фуко) I, графа Руерга, та Сенегунди (донька Альди, сестри Вільгельма I, графа тулузи). Після смерті батька у 837 році успадкував графство руерзьке. У 844 році Карл II Лисий, король Західно-Франкської держави, стратив Бернарда I, граф Тулузи та маркіза Септиманії, після чого він розділив володіння. Фределон отримав Тулузьке графство. Проте Піпін II, король Аквітанії, союзника Бернарда I призначив сина останнього — Вільгельма II — графом Тулузи. Почалася боротьба за Тулузу.
Того ж року Фределон вигнав Галіндо I, графа Арагону, з округів Паллар і Рибагорса, приєднавши ці райони до Тулузької округу. Водночас зумів зайняти Лімузен та Родез.
У 849 році Вільгельм II отримав визнання графа Барселони. Скориставшись його відсутністю, Карл II вдерся до Аквитанії. Фределон за допомогою останнього зрештою повністю опанував графством Тулузьким. Карл II Лисий знову підтвердив права Фределона на Тулузу. Невдовзі Вільгельма II було захоплено і страчено у 849 році.
У 850 році король Карл II змістив Міро, графа Каркассон, віддавши володіння Фределону, який невдовзі приєднав графство Палларс з Арагону. Фределон помер 852 року, після чого його брат Раймунд I успадкував його графства.

## Родина
Дружина — Ода.
Діти:
- Фулькрада (Удальгарда), дружина Бернарда, графа Овернь